# Лобанов Володимир Миколайович (художник)
Володимир Миколайович Лоба́нов (нар. 22 січня 1931, Харків) — український художник; член Спілки радянських художників України з 1964 року. Брат художника Юрія Лобанова, батько художника Анатолія Лобанова.

## Біографія
Народився 22 січня 1931 року в місті Харкові (нині Україна). 1956 року закінчив Львівський інститут прикладного та декоративного мистецтва, де навчався зокрема у Романа Сельського, Михайлп Бєляєва. Дипломна робота — декоративна ваза «Олександр Невський» (керівник Ф. В. Ткаченко, оцінка — відмінно).
Жив у Києві, в будинку на проспекті Перемоги, № 25, квартира № 77. Виїхав до Німеччини.

## Творчість
Працював в галузі живопису, декоративного (художня кераміка, фарфор, чеканка) та монументально-декоративного мистецтва. Серед робіт:
тематичні вази
- «Радянська Україна» (1960);
- «І мене в сім'ї великій...» (1964);

монументальне мистецтво
- мозаїчні панно
  - на фасаді клубу колгоспу «Батьківщина» Гуляйпільського району Запорізької області (1967);
  - на фасадах корпусів піонертабору Міністерства нафтопереробної промисловості в Бердянську (1969);
  - «Вода – життя» у Палаці культури Північно-Кримського каналу у Джанкої (1974);
  - у піонерському таборі «Сонячному» у Кременчузі (1980–1985);
  - у піонерському таборі «Червона гвоздика» у Бердянську (1990);
- декоративне панно у дитячому санаторії «Джерело» у Трускавці (1980);
- вітражі на Київському іподромі (1987).